# Siedlung Im Mellsig
Die Siedlung Im Mellsig befindet sich im Frankfurter Stadtteil Eschersheim und liegt nördlich des historischen Ortskerns, westlich der Main-Weser-Bahn und südlich der Bundesautobahn 661. Der Name Im Mellsig ist eine Flurbezeichnung.

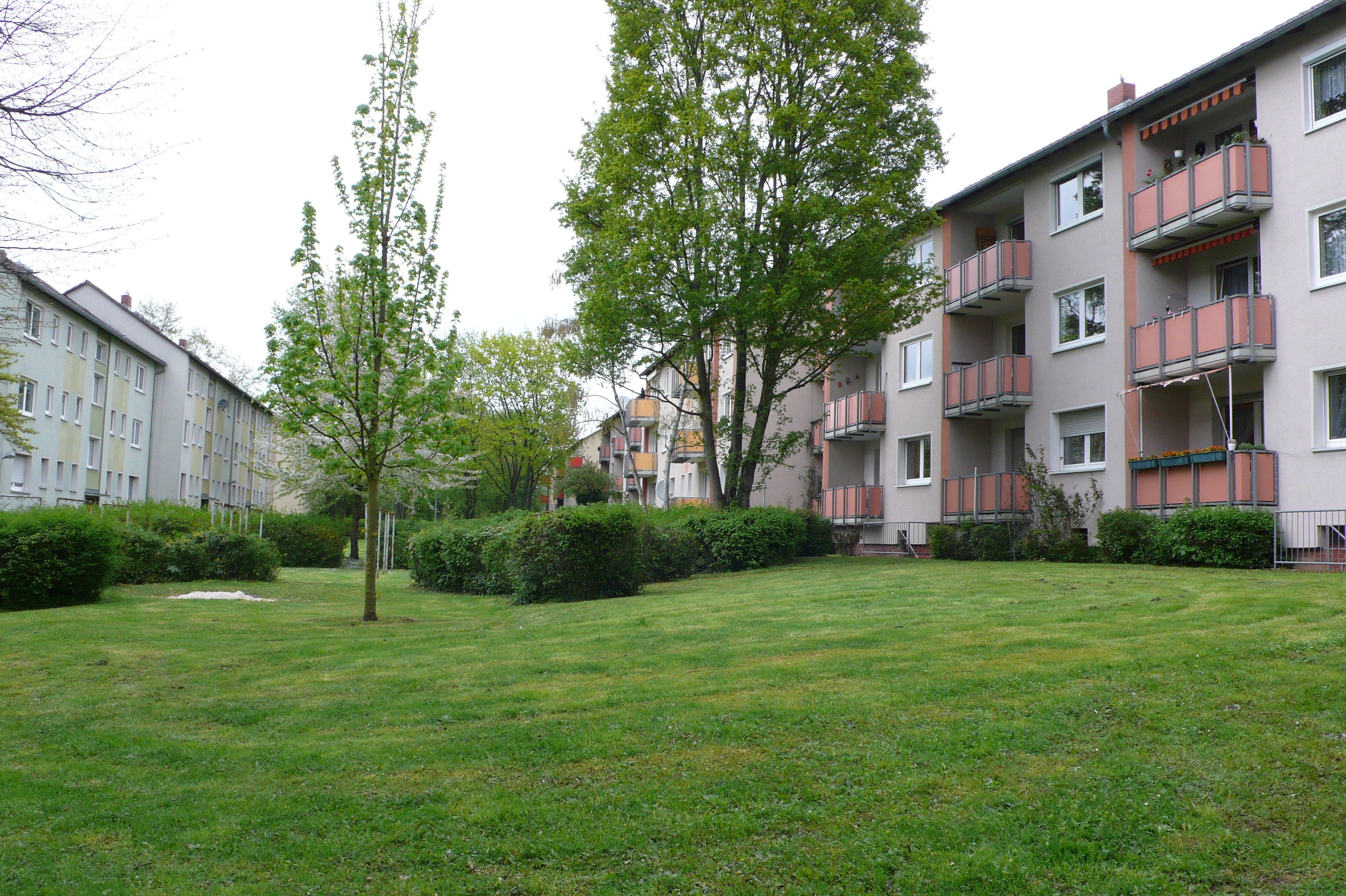
Siedlung Im Mellsig, Am Grünen Graben

## Entstehung und Entwicklung
Die Siedlung entstand zwischen 1958 und 1961 mit Mitteln des Sozialen Wohnungsbaus. Die Wohnungsbaugesellschaft Neue Heimat, die heute als Gemeinnützige Wohnungsgesellschaft Hessen firmiert, errichtete 556 Wohnungen. 
Die städtebauliche Anordnung folgt dem Leitbild einer aufgelockerten Stadt in Zeilenbauweise. Städtebaulich prägend sind die parallelen Baukörper und der rhythmische Versatz der Zeilenglieder. Die drei- bis viergeschossigen Gebäude sind so ausgerichtet, dass sämtliche Wohnungen nach Westen beziehungsweise Osten orientiert sind. Dazwischen liegen großzügig bepflanzte Grünflächen. Ein achtgeschossiges Wohnhochhaus im Osten bildet einen städtebaulichen Akzent.

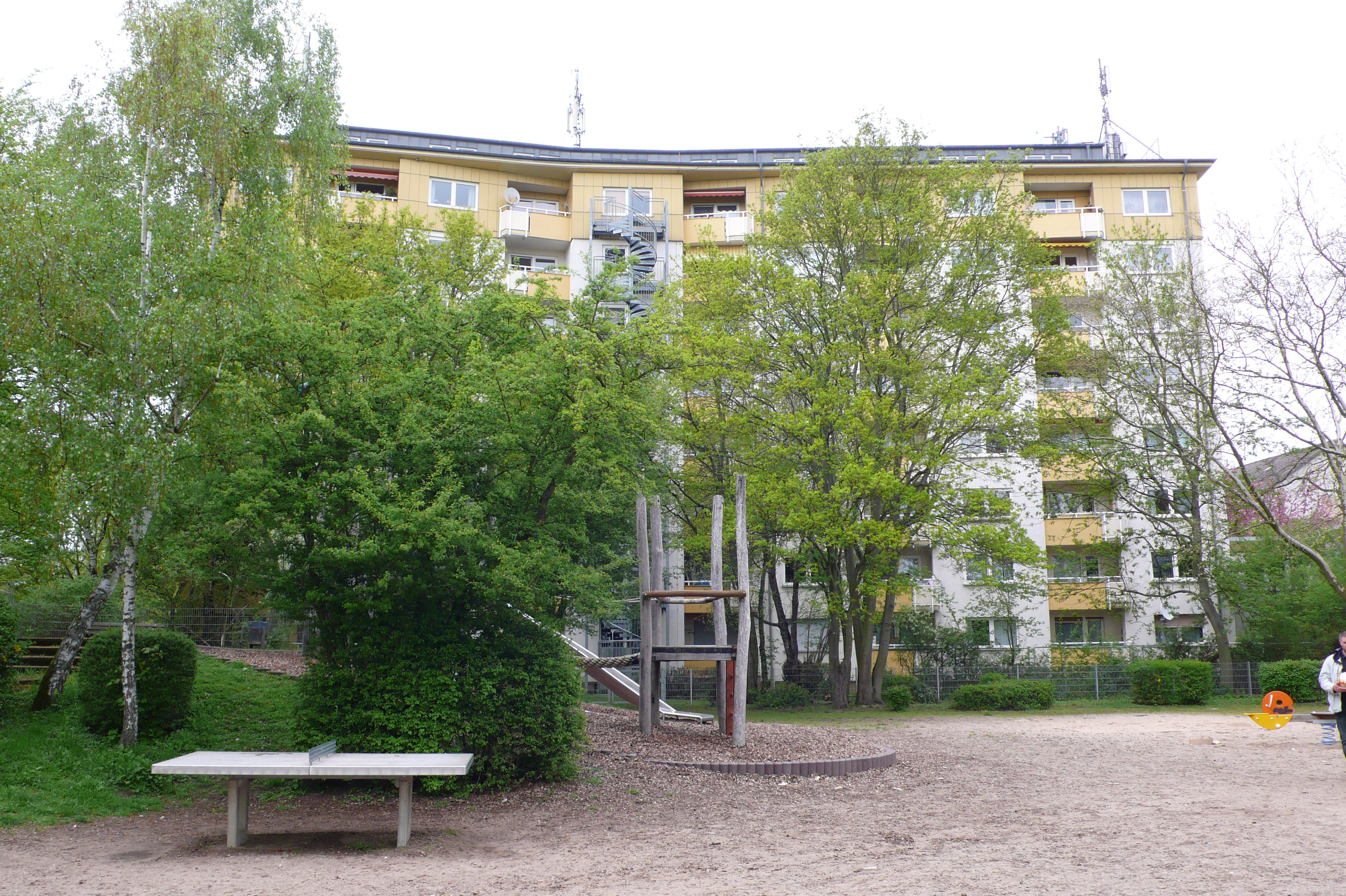
Siedlung Im Mellsig, Wohnhochhaus

Erschlossen ist die Siedlung von der Bonameser Straße aus über die Straßen Im Mellsig, Birkholzweg und Am Grünen Graben. Parkplätze sind auf der Straße in Buchten oder in Garagenhöfen angeordnet. Über die Buslinie M60 ist die Siedlung an den öffentlichen Personennahverkehr angebunden. 
In der Mitte der Siedlung erstreckt sich entlang des Birkholzweges ein Grünzug, der vor dem Hochhaus in einen großen Spielplatz mündet. Dort befindet sich auch eine Kindertagesstätte. In der Siedlung leben etwa 1000 Bewohner. 
Um die städtebauliche Gesamtstruktur und das siedlungstypische Wohnungsangebot zu sichern und die vorhandene Bevölkerungsstruktur zu erhalten, wurde für die Siedlung von der Stadt im Jahr 1990 eine Erhaltungssatzung in Kraft gesetzt.